# Ekoumeyeck
Ekoumeyeck est un village du Cameroun, situé dans la commune de Ngomedzap, le département du Nyong-et-So'o et la région du Centre.

## Population
En 1963, Ekoumeyeck comptait 192 habitants, principalement des Ewondo. Lors du recensement de 2005, on y a dénombré 208 personnes.

## Personnalités nées à Ekoumeyeck
- Clément Atangana (1941-), magistrat et premier président du Conseil constitutionnel du Cameroun.